# Octave Hamelin
Pour les articles homonymes, voir Hamelin.
Octave Hamelin (né le 22 juillet 1856 au Lion d'Angers - mort noyé dans le Courant d'Huchet le 11 septembre 1907,) est un philosophe français, l’un des plus importants représentants du néo-hégélianisme en France.

## Biographie
Agrégé de philosophie, il fut professeur à l'université de Bordeaux dès 1884 et à la Sorbonne dès 1905. Il est aussi connu pour avoir traduit les philosophes grecs de l'antiquité et aussi pour avoir été le professeur de Marcel Mauss.
Il fut disciple de Charles Renouvier, fondateur du néo-criticisme, école qui proposait une synthèse du kantisme, du positivisme et du spiritualisme. Hamelin appartient au néocriticisme, bien qu'il s'inspire également de la dialectique hégélienne à travers ce qu'il nomme la « méthode synthétique ». Son principal ouvrage, Essai sur les éléments principaux de la représentation, propose un examen de l'ensemble des catégories, pour aboutir à une métaphysique personnaliste. Dans cet ouvrage, Hamelin défend une théorie constructiviste de la philosophie, à l'opposé de l'intuitionnisme bergsonien.
Il mourut noyé en tentant de sauver deux hommes emportés dans une rivière. Il fut inhumé au cimetière protestant de Bordeaux.

## Œuvres
- Essai sur les éléments principaux de la représentation, 1907, Texte en ligne
- Le système de Descartes Préface d'Émile Durkheim, Paris, 1911, F. Alcan, 392 p., lire en ligne sur Gallica
- Le système d'Aristote, 1920 (édité par Léon Robin)
- Sur le De fato
- La Théorie de l'intellect d'après Aristote et ses commentateurs, réed. Vrin, 1981
- Les philosophes présocratiques, (cours de 1905-7, édité par Fernand Turlot) Association des publications près les universités de Strasbourg, 1978 (305 pages)
- Le Système de Renouvier, publié par Paul Mouy, 1927